# Ретиро (станция метро, Линия C)
«Ретиро» (исп. Retiro) — станция Линии C метрополитена Буэнос-Айреса. В настоящее время станция является конечной остановкой Линии C, с неё можно сделать пересадку на станцию Ретиро (Линия E. Станция расположена под улицей Авенида д-р Хосе Мария Рамос Мехия на её пересечении с улицей Авенида дель Либертадор в районе Ретиро. Рядом со станцией расположены железнодорожные станции  Mitre, Belgrano Norte и San Martín и Автовокзал Ретиро. Станция находится в нескольких метрах от площади Фуэрса Аэреа Аргентина. Название она своё получила по району своего расположения.

## История
Эта станция была открыта 6 февраля 1936 года, на втором участке линии C, открытом между станцией и станцией Лавалье. Строительство станции началось в 1934 году и работы были проведены немецким подрядчиком компанией Siemens, под проспектом Авенида Рамос Мехия. Интерьер, станции был разработан в стиле арт-деко популярный в ту эпоху, на станции мраморные стены и чёрные восьмиугольные колонны. После открытия станция имела полы с гранитной плиткой, внутренним освещением. При первом правительстве Хуана Доминго Перона станция носила название «Пресиденте Перон» (исп. Presidente Perón), как указано в картах метро 1955 года.
После многочисленных реконструкций, кампания Metrovías между 1997 и 1998 годами, утвердила характерный  цвет, который идентифицирует линию C, были созданы новые полы и многочисленные торговые вывески, которых не было изначально. Кроме того, оригинальная система освещения была демонтирована и заменена новой, которая освещает самые темные платформы, чем было изначально. В деталях, также убраны черные мраморные колонны, охватывающие центральную платформу.
Станция была разработана, как и Конститусьон, по Барселонскому варианту, железнодорожной станции.

## Достопримечательности
Они находятся в непосредственной близости от станции:
- Casa de la Moneda
- Комиссариат N°46 de la Федеральная полиция Аргентины
- Муниципальная начальная школа Nº25 Флаг Аргентины
- Образовательная школа Media Nº6 Padre Carlos Mugica
- Площадь Сан-Мартина
- Plaza Canadá
- площадь Фуэрса Аэреа Аргентина
- Порт Буэнос-Айреса
- Образовательный центр de Nivel Secundario N°313
- Centro de Alfabetización, Educación Básica y Trabajo N°10 Banderita
- Техническая школа Nº12 Libertador Gral. Jose de San Martin
- Общая начальная школа Коммуны/Adultos N°06 French y Beruti
- Instituto de Enseñanza Superior en Lenguas Vivas Juan Ramón Fernández
- Посольство государства Израиль
- Посольство государства Демократическая республика Конго
- Dirección Nacional de Inmigraciones
- Escuela Nacional de Náutica
- Edificio Libertad
- Villa 31

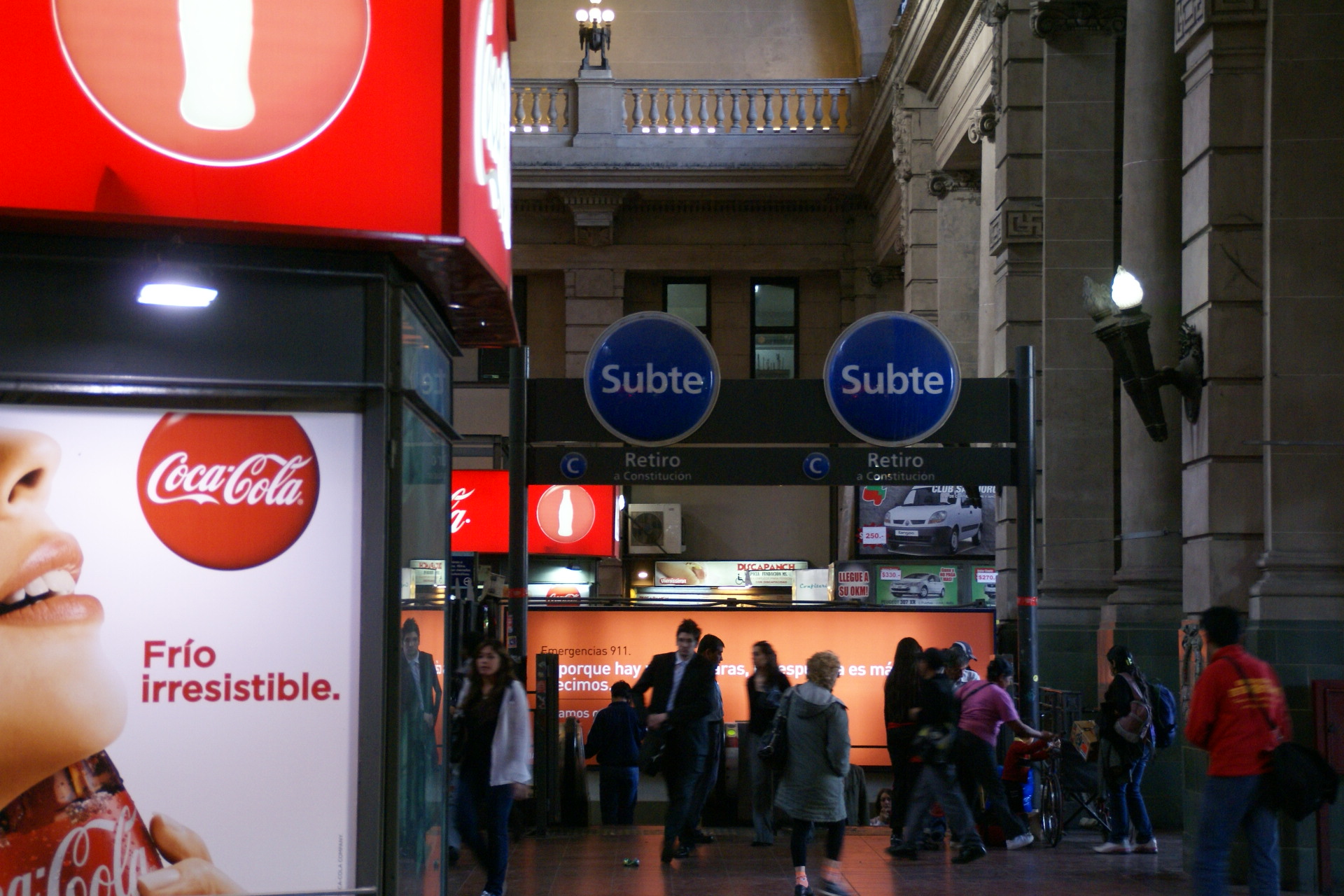
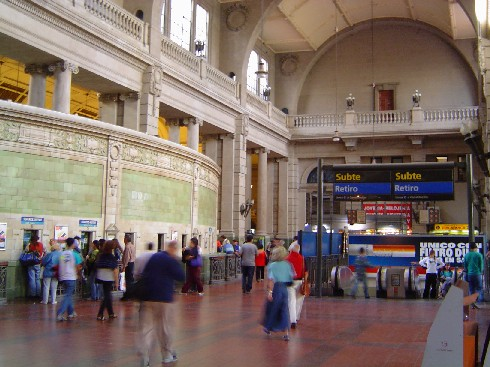
Выход на железнодорожный вокзал
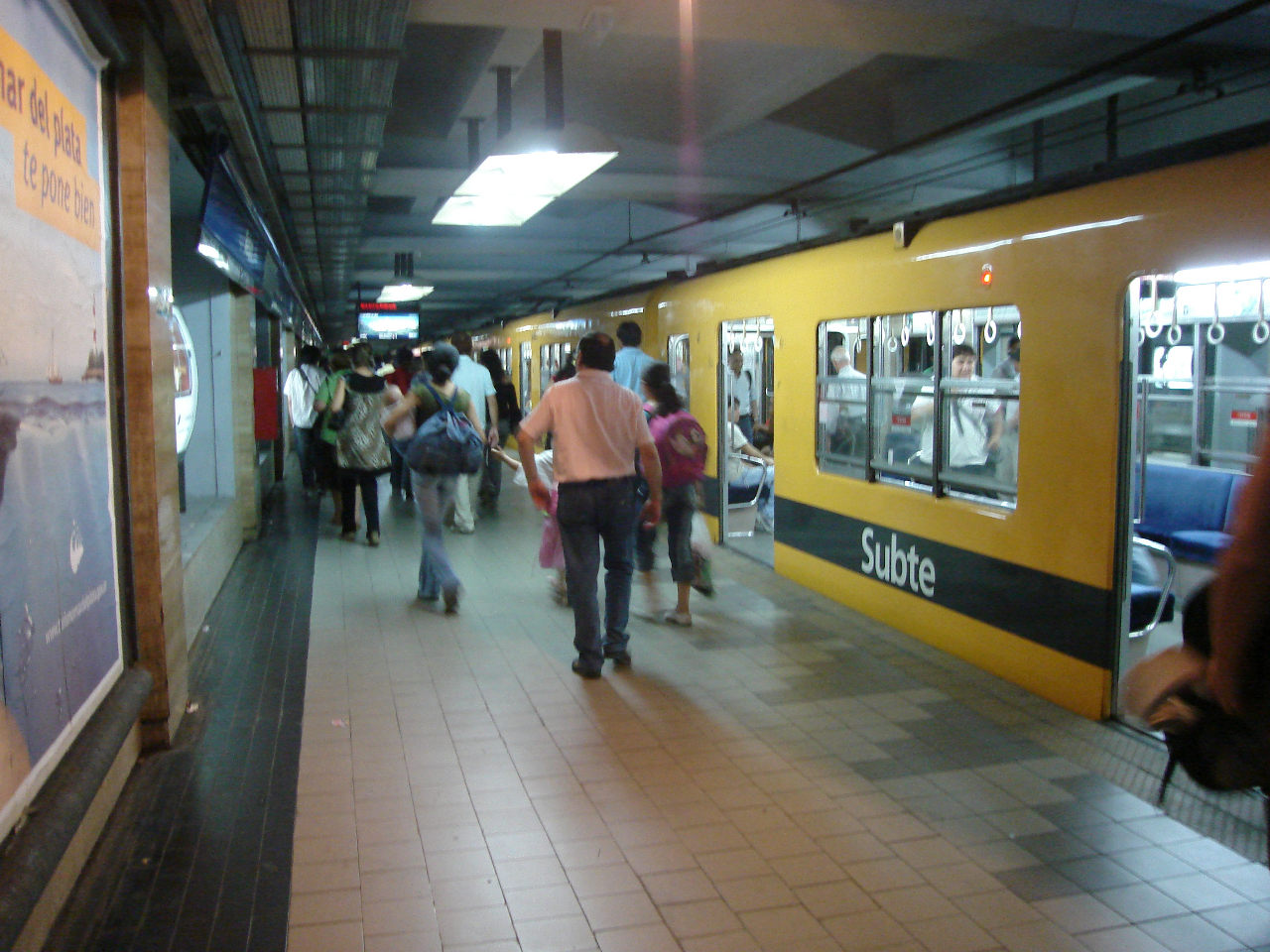
Вид одной из платформ
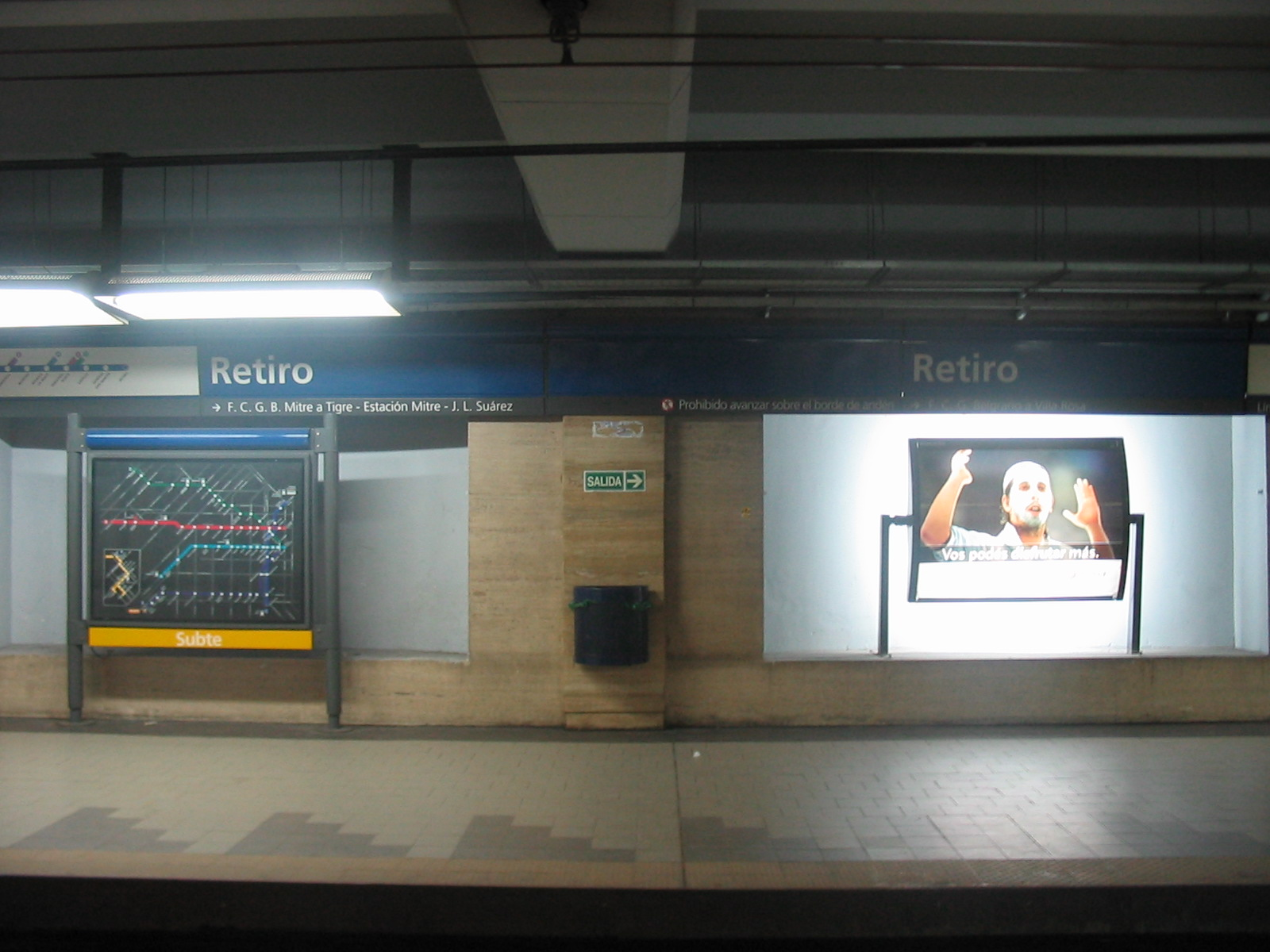